# مسعود سليمان
مسعود سليمان (مواليد 16 يونيو 1992) لاعب كرة قدم إماراتي يجيد اللعب في الدفاع.
لعب سابقاً لأندية بني ياس والإمارات و النصر و الظفرة و خورفكان .

## روابط خارجية
- مسعود سليمان على موقع Soccerway.com (الإنجليزية)